# 이혜영 (춘천시의원)
이혜영(李惠英, 1967년 2월 15일~)은 대한민국의 대학 교수, 정치인이다. 민선 6·7기 춘천시 의원을 지냈다. 더불어민주당 상임고문 겸 당무위원이다. 정계 입문 전에는 신한대학교 외래교수 등을 지냈다.

## 학력
- 건국대학교 교육대학원 교육학 석사
- 가천대학교 대학원 유아교육학과 유아교육전공 박사 과정 수료

## 경력
- 대한적십자사 강원도지사 여성봉사특별자문위원
- 강원도 지방분권 전문 강사
- 법무부 법사랑위원 춘천시 지역협의회 위원
- 한국법무부 보호복지공단 강원지부 주거위원회 회장
- E-다운 영재스클 어린이집 대표
- MBTI전문강사
- 발달진단 평가 전문가
- Human Color Counselor
- 사회복지사 2급
- 한라대학교 사회복지학과 외래교수
- 신흥대학교 유아교육학과 외래교수
- 신한대학교 유아교육학과 외래교수
- 한림성심대학 교육역량강화사업단 일자리창출위원회 위원
- 춘천시 사립어린이집 연합회 회장
- MBC문화방송 시청자 위원
- 소양중학교 운영위원회 운영위원
- 근화초등학교 운영위원회 운영위원
- 근화초등학교 학부모 회장
- 2014.07~2018.06 제9대 강원도 춘천시의회 의원
- 2014.07~2016.07 제9대 강원도 춘천시의회 전반기 의회운영위원회 위원
- 2014.07~2016.07 제9대 강원도 춘천시의회 전반기 산업위원회 위원
- 2014.07~2016.07 제9대 강원도 춘천시의회 전반기 예산결산특별위원회 위원
- 2014.09~2014.09 제9대 강원도 춘천시의회 산업위원회 행정사무감사 위원
- 2015.07~2015.07 제9대 강원도 춘천시의회 산업위원회 행정사무감사 위원
- 2016.07~2018.06 제9대 강원도 춘천시의회 후반기 산업위원회 위원
- 2016.07~2018.06 제9대 강원도 춘천시의회 후반기 의회운영위원회 위원
- 2016.07~2018.06 제9대 강원도 춘천시의회 후반기 예산결산특별위원회 위원
- 2017.06~2017.06 제9대 강원도 춘천시의회 산업위원회 행정사무감사 위원
- 더불어민주당 강원도당 보육특별위원회 위원장
- 더불어민주당 강원도당 여성리더십센터 소장
- 더불어민주당 강원도당 춘천시당 대변인
- 2018.07~2019.05 제10대 강원도 춘천시의회 의원
- 2018.07~2019.05 제10대 강원도 춘천시의회 전반기 경제건설위원회 위원장

## 수상
- 2017 혁신 한국인 & POWER KOREA 대상
- 2018 코리아 혁신대상 우수의정활동부문 수상

## 공직선거법 위반
더불어민주당 이혜영 의원은 선거법을 위반 혐의로 기소되어 1심에서 당선무효형인 벌금 100만원을 선고받았고 항소를 하였으나 기각되었다. 이후 2019년 5월 12일 대법원에서 공직선거법 위반으로 벌금 100만원이 확정되면서 의원직이 상실되었다.

## 역대 선거 결과
|  | 0% |

|  | 25.60% |